# (3361) Orphée
Pour les articles homonymes, voir Orphée (homonymie).
(3361) Orphée (Orpheus) est un astéroïde Apollon potentiellement dangereux qui a été découvert le 24 avril 1982 par Carlos Torres. Son orbite excentrique croise celles de Mars et de la Terre et s'approche également de celle de Vénus. Entre 1900 à 2100, il est passé ou passera à moins de 30 millions de km de Vénus (11 fois), de la Terre (33 fois) et de Mars (14 fois).